# 타레트럭

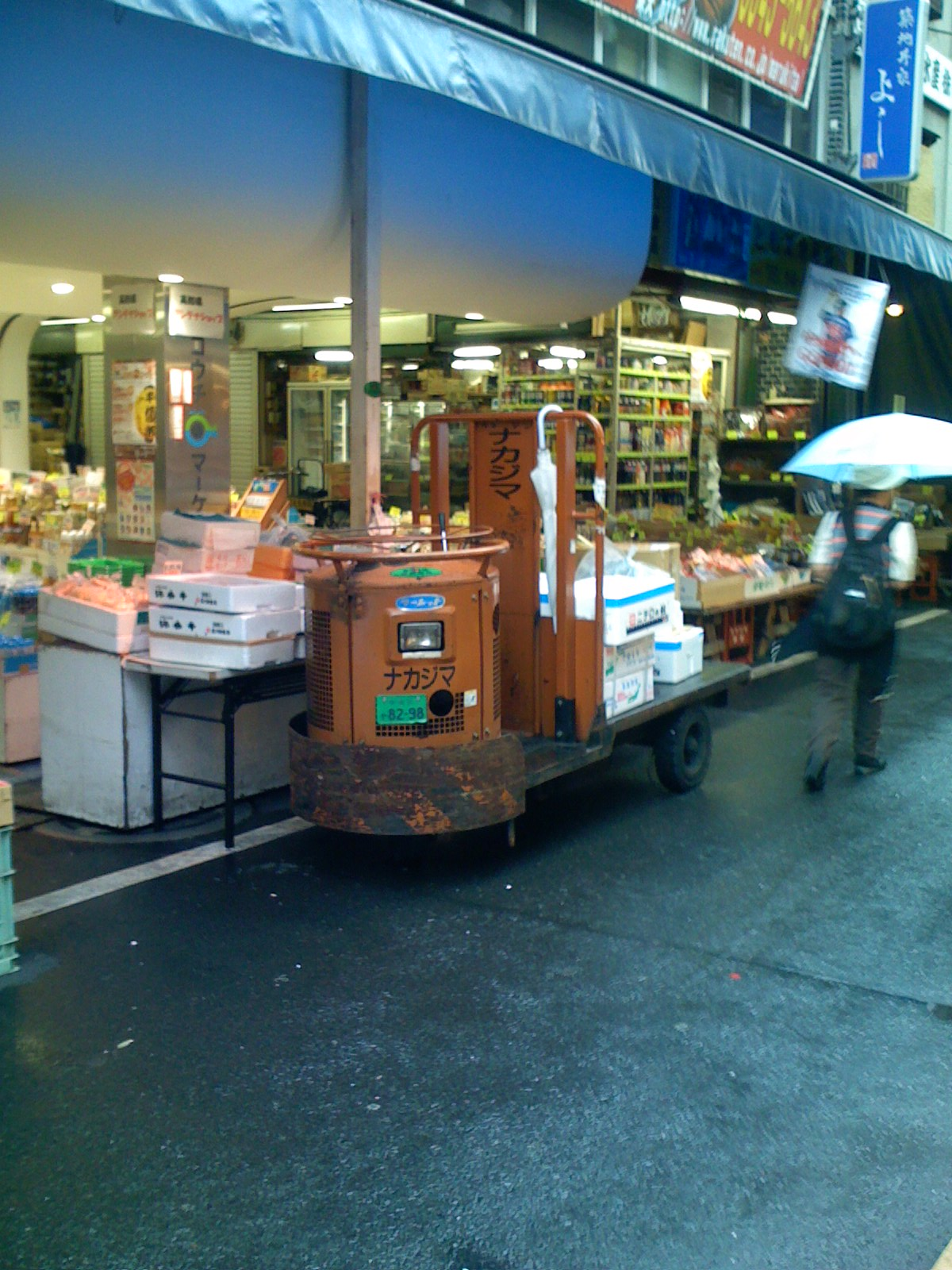
츠키지 시장의 타레트럭

타레트럭(ターレットトラック,Turret Truck)은 일본의 중앙도매시장 등지에서 많이 쓰이는 소형 트럭으로 물건들을 좁은 골목길과 교차로 사이를 쉽게 지날 수 있도록 고안된 운반차이다. 타레 혹은 타레이라고도 하며 아사카 제작소의 등록 상표이다.

## 구조
타레 트럭은 엔진, 조타장치, 한 개의 전류가 모두 원통형의 유닛 안에 들어가 있으며 뒤쪽에는 조종하는 사람이 타는 공간과 짐받이 공간이 달리고 보통 두 개의 바퀴가 달려 있다. 전륜은 원통형의 유닛 전체를 손잡이로 돌리면 조종되는데, 360도 회전하며 선회반경이 대단히 짧기 때문에 좁은 시장안에서 움직이는 데 매우 편리하다. 조종은 한 명이 하는데 전체 유닛을 돌려야 하기 때문에 무거운 편이다.
가솔린이나 천연가스 등을 연료로 하는 엔진을 많이 사용하나 최근에는 배터리와 모터로 구동하는 방식이 등장하여 인기를 끌고 있다. 특히 전기식은 배기가스가 없어서 신선한 식품을 다루는 데 더 환영받고 있다.

## 사용장소
도쿄에 있는 츠키지 시장 같은 도매시장에서 많이 이용되고 있으며 야구장과 같은 시설물에서도 운반용으로 많이 이용되고 있다.

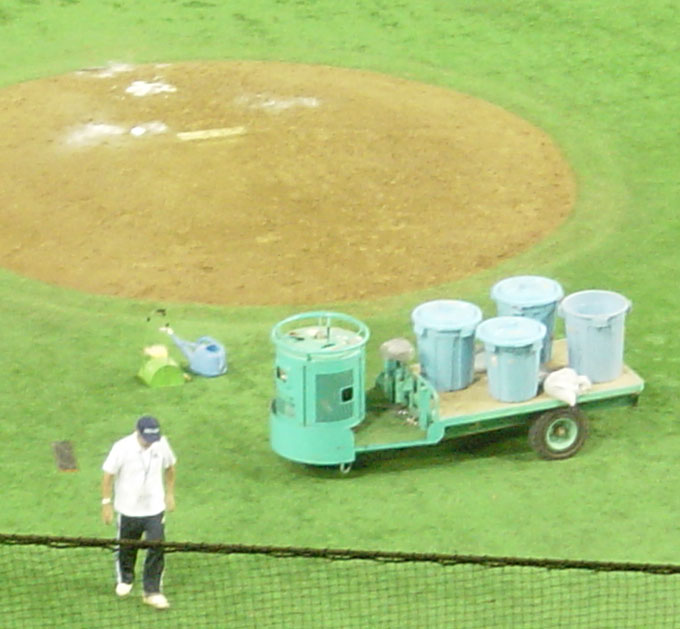
도쿄돔 야구장에서 쓰이는 타레 트럭

## 제작회사
- 아사카 제작소: 터릿 트럭이라고 하며 가장 대표적이다.
- 후지 중공업: 모트락크
- 일본 수송기: 일렉트로닉 트럭
- 관동 기계 센터: 마이티카